# Julie Berthelsen
Julie Ivalo Broberg Berthelsen, známá také jen pod zkráceným jménem Julie (*7. června 1979, Aarhus), je grónská zpěvačka, herečka a televizní moderátorka.

## Životopis

### Rodina
Julie Berthelsenová se narodila v Dánsku Grónce Helene Brobergové. Když jí bylo devět let, provdala se její matka za hudebníka a politika Pera Berthelsena, po němž přijala jeho příjmení. Ačkoli se Julie narodila v Dánsku, vyrůstala v hlavním městě Grónska Nuuku. Pět let se stýkala s házenkářem a synovcem premiéra Jonathana Motzfeldta Hansem Peterem Motzfeldt-Kyedem. Od roku 2009 chodí s házenkářem Minikem Dahlem Høeghem, s nímž má syna Caspera Nanoqa, narozeného v lednu 2012, a dceru Siu, narozenou v říjnu 2015. Po zasnoubení v roce 2017 jsou od 5. července 2019 manželé.

### Kariéra
Julie Berthelsenová začala už v 15 letech zpívat doprovodné vokály v kapele svého nevlastního otce Sumé, působila také ve sboru a zpívala se skupinou Nuna. V 19 letech se přestěhovala zpět do Aarhusu, kde začala studovat medicínu. Známou se však stala až v roce 2002 díky dánské verzi televizní show Popstars. Přestože se v této sezóně umístila pouze na druhém místě, stala se známější a měla větší úspěch než ostatní soutěžící. Vliv jejího působení v Sumé je dodnes patrný v její vlastní tvorbě. V roce 2010 vydala album s novými nahrávkami písní z alba Sumé. V roce 2003 získala cenu Grónskou cenu za kulturu. V roce 2004 Julie Berthelsen získala Danish Music Awards v kategoriích nejlepší zpěvačka, nejlepší nováček a nejlepší popové album.
Julie Berthelsenová se objevila v mnoha dánských televizních pořadech. Její hudba byla několikrát použita v televizním seriálu 2900 Happiness.
Má za sebou také významná živá vystoupení, např. v roce 2004 na zámku Christiansborg u příležitosti svatby tehdejšího dánského korunního prince Frederika s Mary Donaldsonovou a v roce 2008 na tzv. bílém koncertu, který se konal u příležitosti 40. výročí vydání bílého alba skupiny The Beatles. V roce 2010 také moderovala Dansk Melodi Grand Prix, přednesla každoroční vánoční pozdrav z Grónska, hrála v prvním grónském filmu a vydala knihu o zdravé výživě. Stejně jako její otec se také chystala stát se politicky aktivní.
Na konci ledna 2019 bylo oznámeno, že se Julie spolu s Ninou Kreutzmann Jørgensen zúčastní soutěže Dansk Melodi Grand Prix 2019 s anglicko-grétskou písní League of Light. Obě skončily druhé za Leonorou, která nakonec reprezentovala Dánsko na Eurovision Song Contest 2019.
V lednu 2022 se přestěhovala do Švédského Alsterma.

## Dílo

### Alba
- 2003: Home
- 2004: Julie
- 2006: Asasara
- 2009: Lige Nu
- 2010: Closer